# Belomorskaja
Belomorskaja (Russisch: Беломорская) is een station aan de Zamoskvoretskaja-lijn van de Moskouse metro. De naam betekent Witte Zee en de decoraties op de perrons zijn dan ook afbeeldingen van gebouwen en landschappen aldaar. Het station werd voor het eerst genoemd in de plannen uit 1957 om lijn 2 ten noorden van Sokol door te trekken. De ministerraad keurde in 1959 slechts een verlenging tot Retsjnoj Vokzal goed, waarmee de noordelijker gelegen stations werden opgeschort. In 1970 kwam het station weer ter sprake als onderdeel van een verlenging van lijn 2 tot aan de MKAD, het groene licht voor deze verlenging tot Chovrino kwam echter pas in 2011. In 2014 schrapte het stadsbestuur het station omdat Retsjnoj Vokzal, 1,5 kilometer zuidelijker, op loopafstand zou liggen, maar voegde het weer in na protesten uit de buurt. De aanbesteding volgde pas in 2017 zodat het niet meer mogelijk was om het station tegelijk met de opening van de verlenging in gebruik te nemen. De opening van de hele verlenging liep een jaar vertraging op omdat de treindienst pas kon worden gestart toen het station in ruwbouw gereed was. Vanaf de opening van de verlenging op 31 december 2017 tot het gereed komen van de afwerking van het station op 20 december 2018 passeerden de metro's het station zonder te stoppen. Het station is het beoogde overstappunt tussen lijn 2 en de, na 2020 te bouwen, Molzjaninovskaja-lijn die Planernaja, het noordelijke eindpunt van lijn 7, met Marina Rosjtsja moet gaan verbinden. 

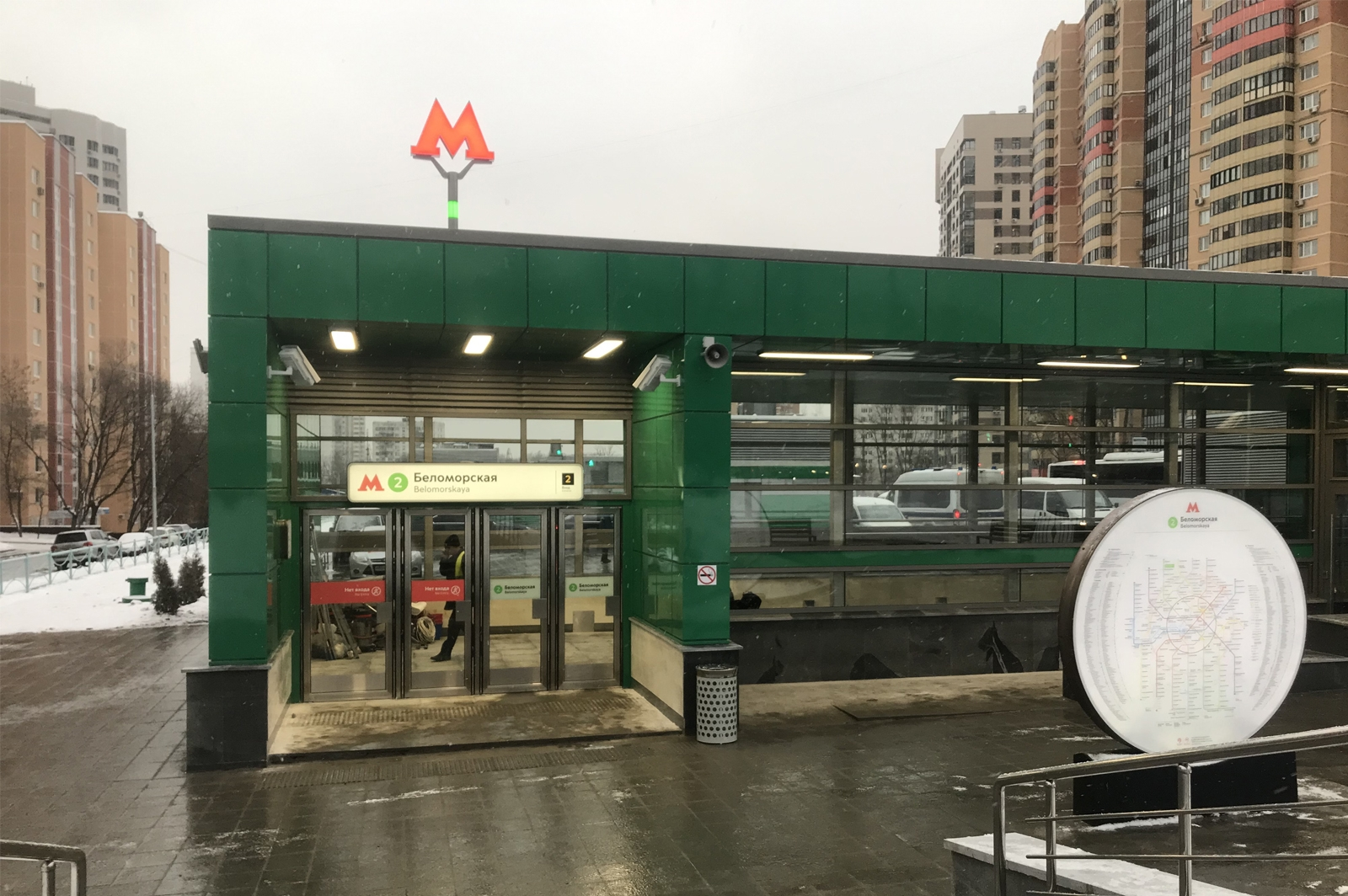
Toegangsgebouw
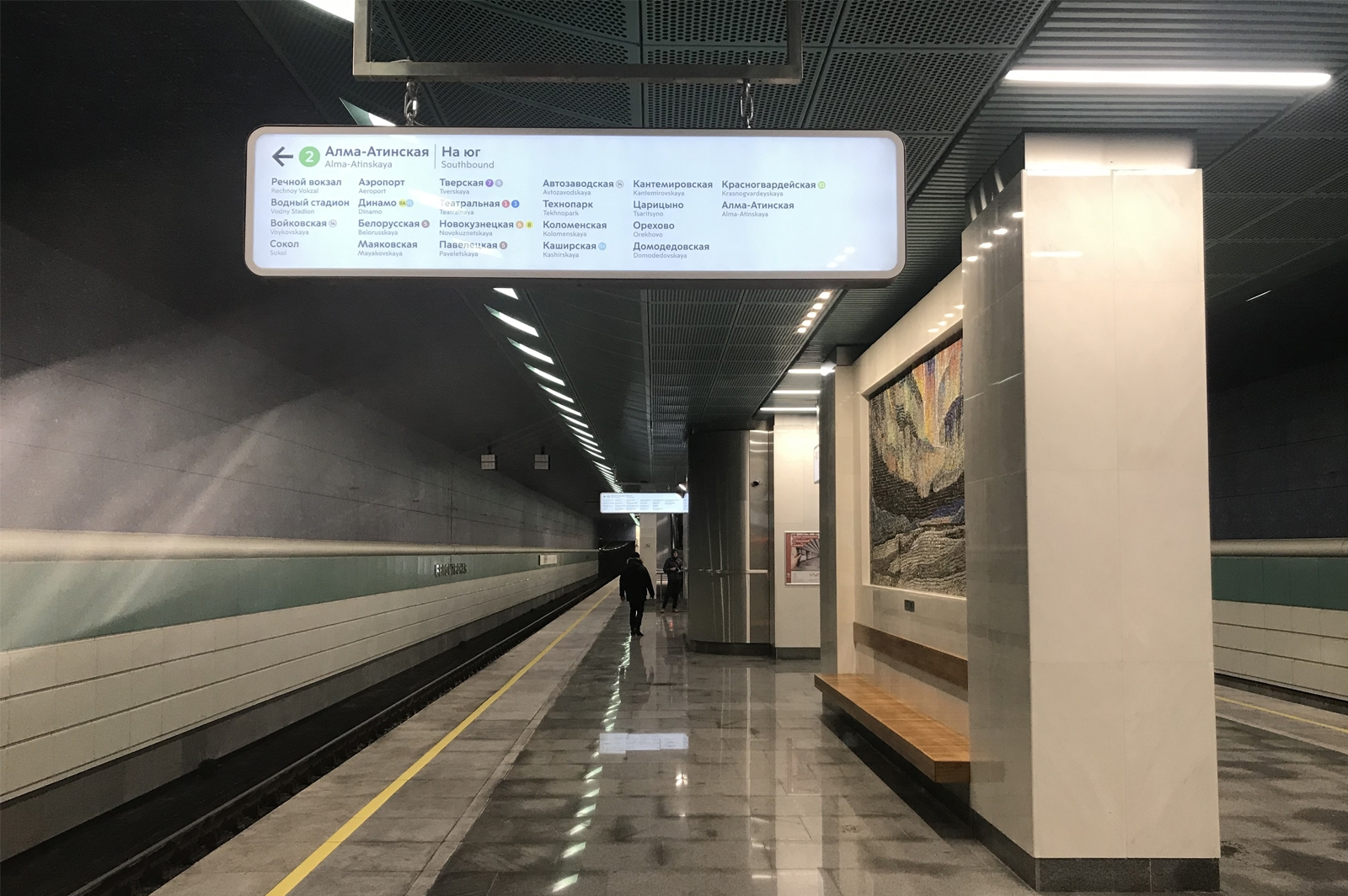
De stations richting het zuiden
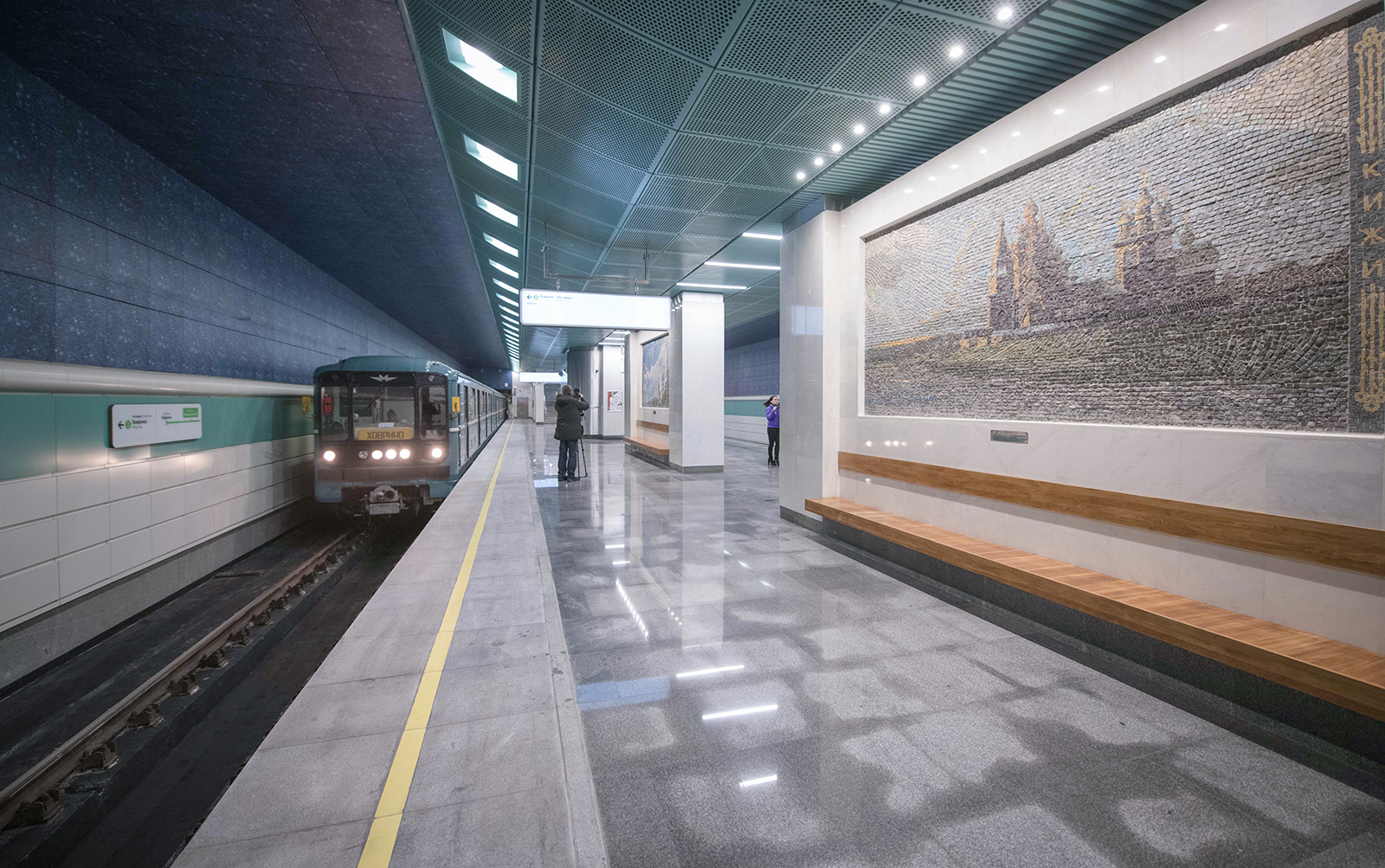
Perron met decoratie
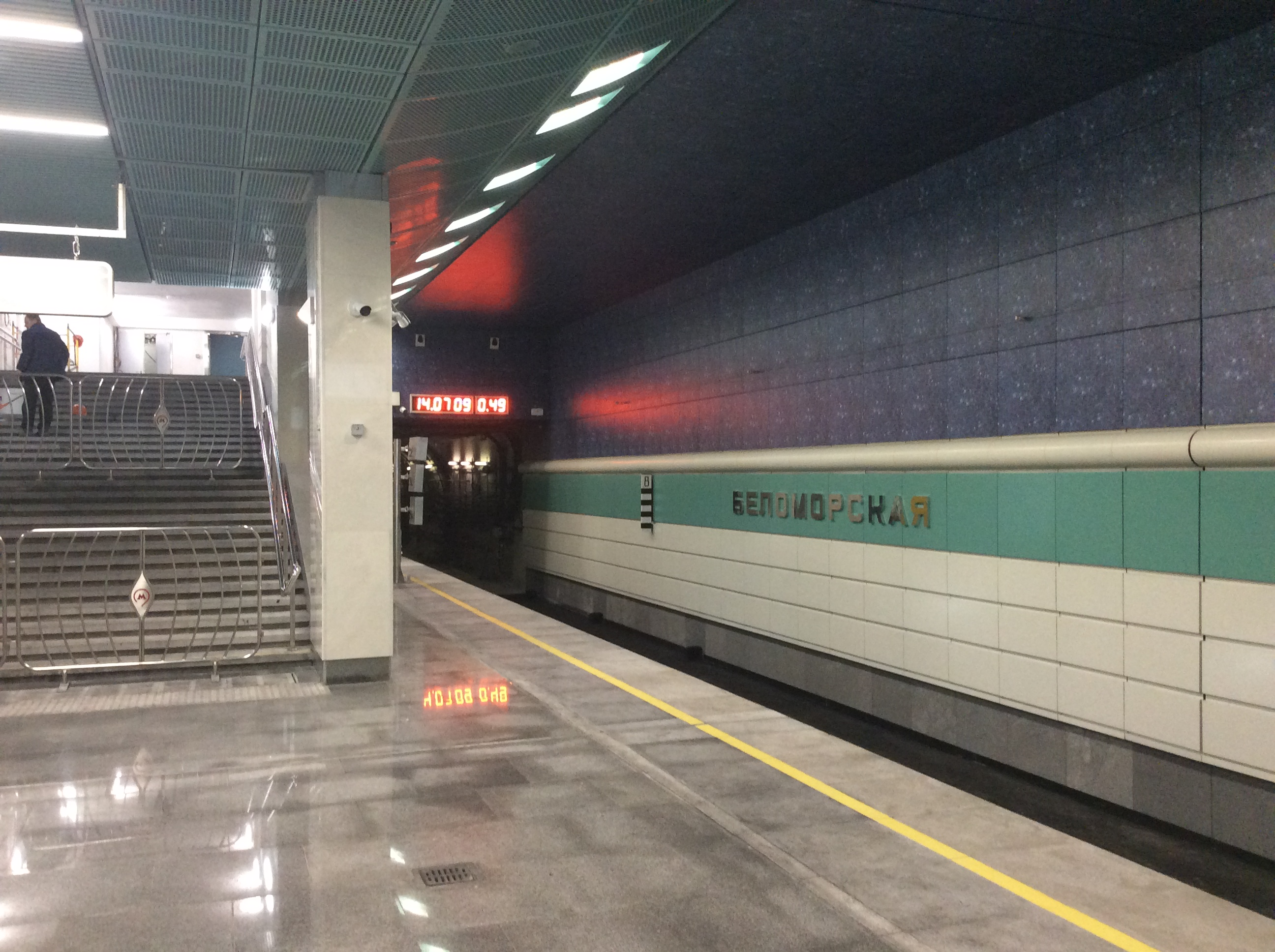